# Buckfast Tonic Wine

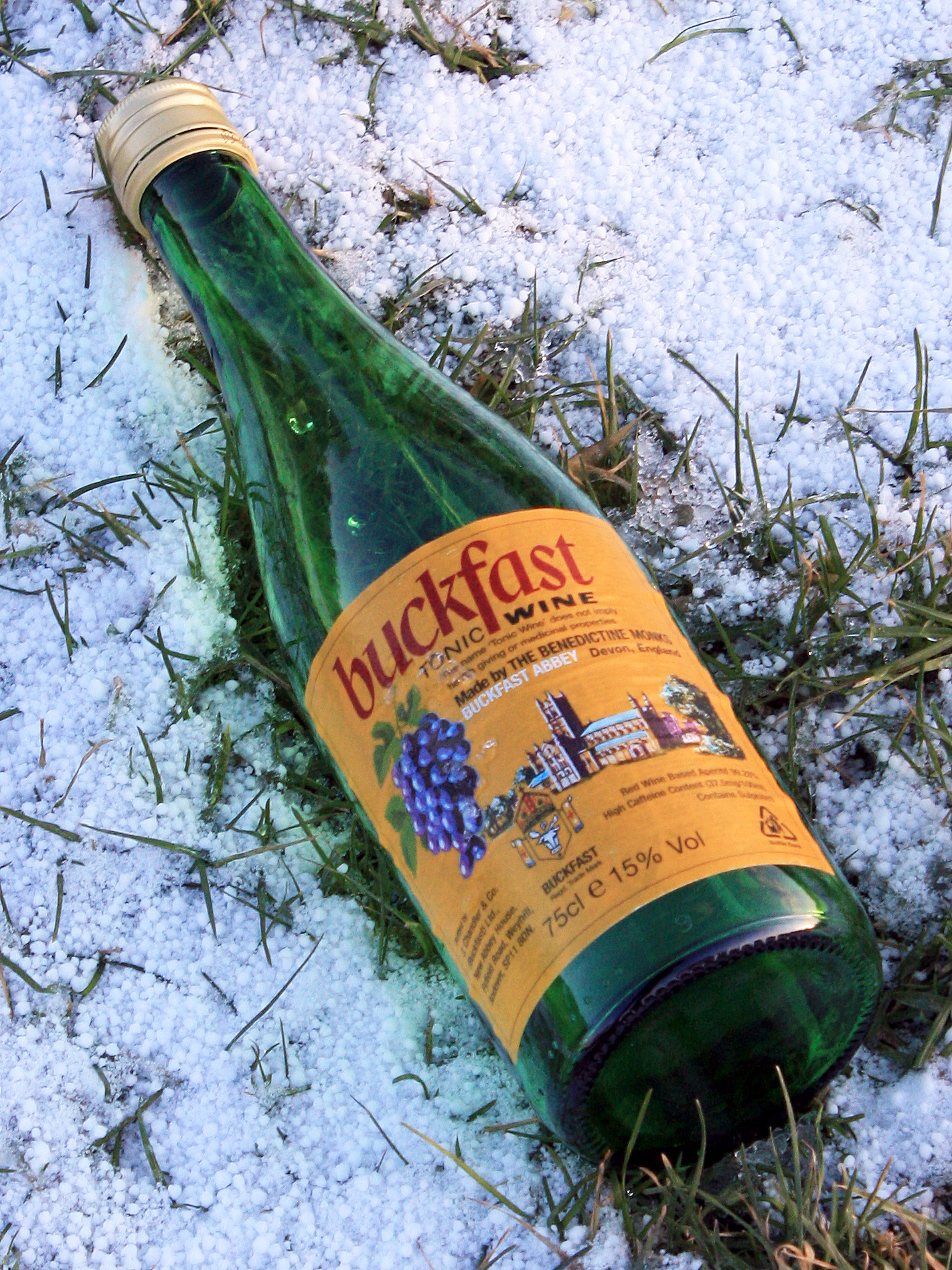
Flasche

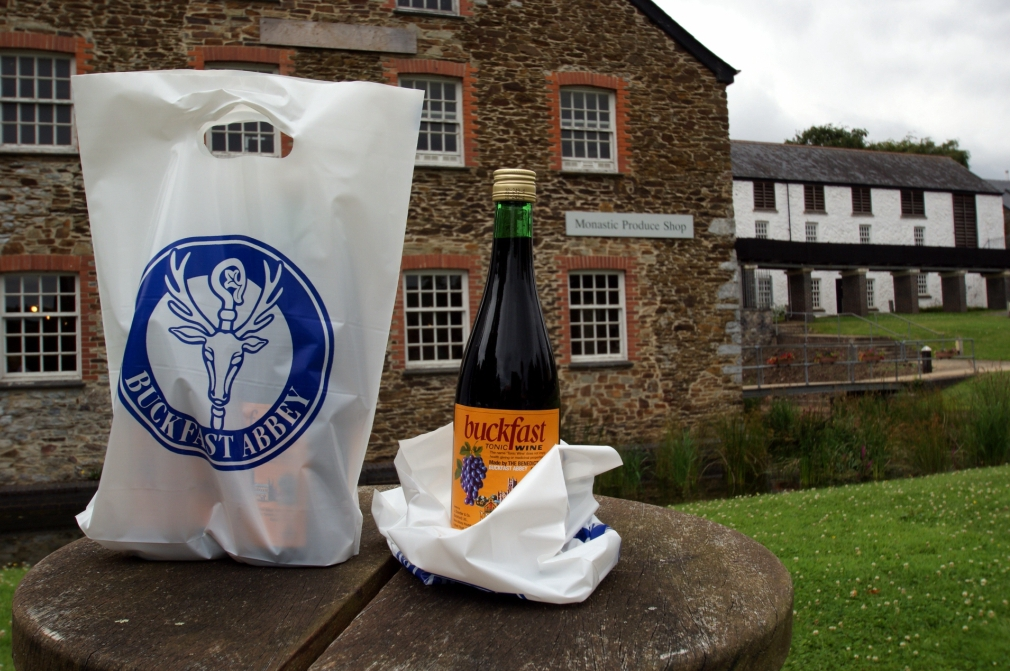
Buckfast vor Monastic Produce Shop von Buckfast Abbey

Buckfast Tonic Wine, umgangssprachlich bekannt als Buckfast oder Buckie, ist ein koffeinierter Likörwein. Er wird in der Buckfast Abbey, einer Benediktinerabtei in der englischen Grafschaft Devon, hergestellt. Der Likörwein wird im Vereinigten Königreich und in Irland vertrieben. Er ist Gegenstand einer Kontroverse in Schottland, wo das Getränk populär ist, aber auch mit Hooliganismus und Kleinkriminalität (der sogenannten „Ned-Kultur“) assoziiert wird.

## Geschichte

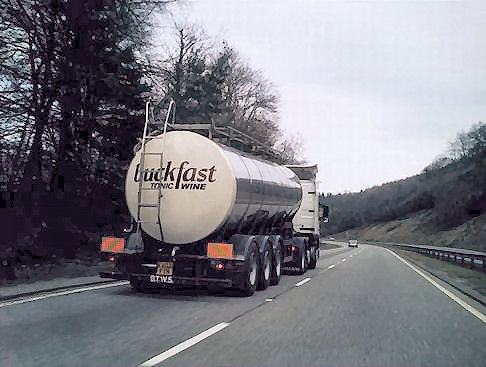
Ein Buckfast-Tankwagen auf der A38 in Devon

Die Herstellung des Likörweins basiert auf einem Rezept, das von den französischen Benediktinermönchen stammen soll, die sich in den 1880er Jahren in der Buckfast Abbey niederließen. Die Basis bildete spanischer Mistela, der um weitere Zutaten angereichert wurde. Seit der Vertrieb 1927 von einem Londoner Weinhändler übernommen wurde, wird Buckfast Tonic Wine nach einem veränderten Rezept mit milderem Geschmack, jedoch immer noch vor Ort in der Abtei produziert. Mittlerweile bildet französischer Rotwein die Grundlage für Buckfast. 2011 wurde ein neues Produktionsgebäude in der Abtei eröffnet.

## Versionen
Buckfast Tonic Wine wird im Vereinigten Königreich und in der Republik Irland in unterschiedlichen Versionen angeboten. Während die UK-Version in einer grünen 750-ml-Glasflasche verkauft wird, einen Alkoholgehalt von 15 % und einen Koffeingehalt von 37,5 mg/100 ml aufweist, ist die Flasche in Irland braun, der Alkoholgehalt liegt bei 14,8 % und der Koffeingehalt bei 55 mg/100 ml. Die Zusammensetzung weist weitere Unterschiede auf.
Der Geschmack von Buckfast wurde in einem Artikel in der Daily Mail als eine „Mischung aus Dubonnet, Cherry Cola, Ribena [ein englischer Softdrink auf Cassisbasis], Benylin [ein Hustensaft], Anis, Messwein und Hubba Bubba“ beschrieben.

## Kontroverse in Schottland
In Schottland, wo etwa die Hälfte der Buckfast-Produktion verkauft wird, gilt Buckfast als bevorzugtes Getränk der „Neds“. Als „Neds“ bezeichnet werden Jugendliche aus den unteren Schichten, deren äußeres Erscheinungsbild durch das Tragen von Sportanzügen charakterisiert ist und die mit Hooliganismus, Kleinkriminalität und allgemein asozialem Verhalten in Verbindung gebracht werden. In der schottischen Politik bestehen Befürchtungen, dass neben alkoholischen Getränken allgemein besonders der Konsum von Buckfast in großen Mengen solches Verhalten fördere, da der hohe Koffeingehalt in Verbindung mit Alkohol zu Unruhe und Aggressivität führen könne. In einer Studie zum Littering in Schottland wurden 35 % des Mülls in einer typischen Wohnsiedlung als Buckfast-Flaschen identifiziert.
Die frühere Schottland-Ministerin Helen Liddell führte eine Kampagne gegen Buckfast an und mehrere schottische Politiker unterstützten die Forderung nach einem Verkaufsverbot. Als die damalige Staatssekretärin für Justiz, Cathy Jamieson, 2005 die Lebensmittelkette Co-operative aufforderte, Buckfast aus ihrer Filiale in Auchinleck zu entfernen, und Co-operative sich mit Verkaufseinschränkungen einverstanden erklärte, führte dies zu Protestreaktionen und gesteigertem Absatz des Weins in Schottland.
Der Vertriebschef von Buckfast hat auf die Vorwürfe aus Schottland unter anderem mit dem Hinweis reagiert, dass Buckfast sich verantwortungsvoll verhalte, indem das Getränk zu einem höheren Preis als konkurrierende ähnliche Produkte verkauft werde und auf Anweisung der Mönche auch keine Werbung in Schottland gemacht werde. Die Benediktiner der Buckfast Abbey verweisen darauf, dass ihre Gewinne aus dem Verkauf von Buckfast Tonic Wine für soziale Projekte verwendet würden. Auch Abt David Charlesworth wies 2013 die Vorwürfe zurück. Schottischen Whisky als viel stärkeres alkoholisches Getränk wolle man nicht verbieten – und so werde nun auf Buckfast „herumgehackt“, um das Gewissen zu beruhigen, so der Abt.